# Benedikt Gimber
Benedikt Gimber (Buchen, 19 febbraio 1997) è un calciatore tedesco, difensore dell'Heidenheim.

## Caratteristiche tecniche
È un difensore centrale.

## Carriera

### Club
Dopo essere cresciuto nel Sulzbach, passa in seguito allo Schefflenz, realtà calcistica del distretto di Karlsruhe. Nel 2009 viene ingaggiato dalle giovanili dell'Hoffenheim e nella stagione 2015-16 firma il suo primo contratto da professionista. Gimber gioca per la seconda squadra dell'Hoffenheim nella quarta divisione tedesca e nella Bundesliga under-19.
Nella stagione successiva per giocare con più continuità viene prestato per un anno al Sandhausen, in 2. Bundesliga. Il 31 gennaio 2017 lascia anzitempo il Sandhausen e si aggrega al Karlsruhe, con cui debutta tra i professionisti nel match della 20ª giornata perso 1-2 contro il Monaco 1860. A fine stagione il Karlsruhe retrocede in 3. Liga.
Nel giugno 2017 viene ufficializzato il suo passaggio a titolo temporaneo allo Jahn Ratisbona.
Per la stagione 2018-19 viene acquistato per un milione di euro dall'Ingolstadt, con cui sottoscrive un contratto fino al 2021. A fine anno la squadra perde lo spareggio retrocessione col Wehen Wiesbaden e scende in terza serie.
Il 27 agosto 2019 torna al Ratisbona, club in cui aveva militato due stagioni prima. Con la società dell'Alta Baviera firma un contratto fino al 2023.

### Nazionale
Partecipa con la nazionale Under-20 tedesca al Campionato mondiale 2017 di categoria, scendendo in campo in 4 occasioni.

## Statistiche

### Presenze e reti nei club
Statistiche aggiornate al 22 dicembre 2024.
| Stagione              | Squadra               | Campionato            | Campionato | Campionato | Coppe nazionali | Coppe nazionali | Coppe nazionali | Coppe continentali | Coppe continentali | Coppe continentali | Altre coppe | Altre coppe | Altre coppe | Totale | Totale |
| Stagione              | Squadra               | Comp                  | Pres       | Reti       | Comp            | Pres            | Reti            | Comp               | Pres               | Reti               | Comp        | Pres        | Reti        | Pres   | Reti   |
| --------------------- | --------------------- | --------------------- | ---------- | ---------- | --------------- | --------------- | --------------- | ------------------ | ------------------ | ------------------ | ----------- | ----------- | ----------- | ------ | ------ |
| 2015-2016             | Hoffenheim II         | RL                    | 21         | 2          | -               | -               | -               | -                  | -                  | -                  | -           | -           | -           | 21     | 2      |
| 2016-gen. 2017        | Sandhausen II         | OL                    | 5          | 0          | -               | -               | -               | -                  | -                  | -                  | -           | -           | -           | 5      | 0      |
| gen.-giu. 2017        | Karlsruhe             | 2L                    | 9          | 0          | CG              | -               | -               | -                  | -                  | -                  | -           | -           | -           | 9      | 0      |
| 2017-2018             | Jahn Ratisbona        | 2L                    | 26         | 1          | CG              | 2               | 0               | -                  | -                  | -                  | -           | -           | -           | 28     | 1      |
| 2018-2019             | Ingolstadt 04         | 2L                    | 22         | 0          | CG              | 1               | 0               | -                  | -                  | -                  | -           | -           | -           | 23     | 0      |
| lug.-ago. 2019        | Ingolstadt 04         | 3L                    | 0          | 0          | CG              | 0               | 0               | -                  | -                  | -                  | LB          | 2           | 0           | 2      | 0      |
| Totale Ingolstadt     | Totale Ingolstadt     | Totale Ingolstadt     | 22         | 0          |                 | 1               | 0               |                    | -                  | -                  |             | 2           | 0           | 25     | 0      |
| ago. 2019-2020        | Jahn Ratisbona        | 2L                    | 22         | 0          | CG              | 0               | 0               | -                  | -                  | -                  | -           | -           | -           | 22     | 0      |
| 2020-2021             | Jahn Ratisbona        | 2L                    | 22         | 0          | CG              | 3               | 0               | -                  | -                  | -                  | -           | -           | -           | 25     | 0      |
| 2021-2022             | Jahn Ratisbona        | 2L                    | 30         | 3          | CG              | 2               | 0               | -                  | -                  | -                  | -           | -           | -           | 32     | 3      |
| 2022-2023             | Jahn Ratisbona        | 2L                    | 28         | 1          | CG              | 1               | 0               | -                  | -                  | -                  | -           | -           | -           | 29     | 1      |
| Totale Jahn Ratisbona | Totale Jahn Ratisbona | Totale Jahn Ratisbona | 128        | 5          |                 | 8               | 0               |                    | -                  | -                  |             | -           | -           | 136    | 5      |
| 2020-2021             | Jahn Ratisbona II     | OL                    | 1          | 0          | -               | -               | -               | -                  | -                  | -                  | -           | -           | -           | 1      | 0      |
| 2023-2024             | Heidenheim            | BL                    | 24         | 1          | CG              | 1               | 0               | -                  | -                  | -                  | -           | -           | -           | 25     | 1      |
| 2024-2025             | Heidenheim            | BL                    | 14         | 0          | CG              | 2               | 0               | UECL               | 2                  | 0                  | -           | -           | -           | 18     | 0      |
| Totale Heidenheim     | Totale Heidenheim     | Totale Heidenheim     | 38         | 1          |                 | 3               | 0               |                    | 2                  | 0                  |             | -           | -           | 136    | 6      |
| Totale carriera       | Totale carriera       | Totale carriera       | 224        | 8          |                 | 12              | 0               |                    | 2                  | 0                  |             | 2           | 0           | 240    | 8      |

## Palmarès

### Individuale
- Fritz-Walter-Medaille: 1

2014 (Under-17)